# Волощук Василь Миколайович
Волощук Василь Миколайович (нар. 19 травня 1969, Сваричів) — український співак, скрипаль, композитор, заслужений артист України (2000).

## Біографія

### Родина
Василь Миколайович Волощук народився 19 травня 1969 року в с. Сваричів Рожнятівського району на Івано-Франківщині — бойківському краї, в робітничій родині професійного водія Миколи Васильовича та зоотехніка Стефанії Василівни Волощуків,  які вже мали старшого сина Романа. Старший син Волощуків Роман Миколайович є теж професійним музикантом (баяніст, хоровий диригент, тенор); закінчив Київську державну консерваторіїю; дев’ять років працював на посаді диригента Національної капели бандуристів..  

### Освіта
- Спочатку закінчив 8 класів у Сваричівській середній школі (1976-1984).

- Одночасно навчався в Рожнятівській музичній школі по класу скрипки (1978-1984).

- Успішно закінчив Дрогобицьке державне музичне училище по класу скрипки (1984-1988).

- Вищу освіту здобував у Київській консерваторії (по класу скрипки Семена Кобця та Вадима Козіна) (1988-1994).

### Професійна і творча діяльність
Працював у Київському об'єднанні музичних ансамблів (КОМА) в естрадно-симфонічному оркестрі під керівництвом Віктора Здоренка (1989-1992).
Разом з однокурсниками в 1989 створив фольк-гурт, який згодом назвали «Карпатські Дзвони», де працював солістом-вокалістом інструменталістом (1992-1987). Починаючи з 1993 року, багато гастролював у складі гурту по Україні та за її межами. Працював з концертами у Франції, Англії, Німеччині, Польщі, Росії. В 1994 році відзнято тридцятихвилинний музичний фільм гурту «Карпатські дзвони», який транслювався на центральному та регіональних телеканалах.
З 1998 року керівник Фольк-гурту «Вихиляс» та соліст-вокаліст Зразково-показового оркестру МНС України,  Центру музичного мистецтва Міністерства України з питань надзвичайних ситуацій та у справах захисту населення від наслідків Чорнобильської катастрофи, Оркестру Державної служби України з надзвичайних ситуацій. Яскравою сторінкою в творчості митця стало створення вокального дуету з естрадною співачкою Оксаною Радул (Барняченко), яка також є солісткою-вокалісткою Оркестру ДСНС України.  
Співпрацює з багатьма українськими поетами: Зоєю Кучерявою, Володимиром Матвієнком, Федором Тишком, Наталією Земною, Володимиром Мельниковим композитором Євгеном Пухлянком. А найбільше — з відомим поетом-піснярем Миколою Сингаївським. У співдружності з ним написано більше десятка пісень, зокрема: «Черемховий гай», «У вікна дивляться Карпати», «Покличе мати — Україна», «Пісня про мовчання», «На полонині день світає», «А річка наша Лімниця», що звучали на фестивалях: «Пісня року», «Відроджені джерела», «Пісенний вернісаж», «Доля», «Боромля-96». На останньому Василь Волощук здобув звання лауреата першої премії в номінації автор-виконавець. У 1998 році побачив світ аудіоальбом «Черемховий гай» композитора і співака Василя Волощука на вірші Наталії Земної та Миколи Сингаївського.

## Дискографія
- «Черемховий гай» (1998)
- «Мій Бойківський краю» (2004)
- «Та музика душі…» (2009)
- «Зупинись на хвилину»[3] (2019)